# Българско училище „Родна реч“ (Тюбинген)
Българското училище „Родна реч“ (на немски: Bulgarische Schule „Rodna retsch“) е училище на българската общност в град Тюбинген, провинция Баден-Вюртемберг, Германия. Създадено е през 2017 г. Училището предлага редовно обучение и е онлайн училище за ученици от I до IV клас. Към училището репетира и фолклорен танцов клуб „Жарава“.

## История
Училището отваря врати през 2017 г. по инициатива на родители и граждани от български произход. Учебното заведение е регистрирано към Българското културно дружество в Тюбинген, което е с идеална цел и го представлява пред немската и българската администрация.